# Маршеви смрти у доба нацизма
Маршеви смрти, током Холокауста били су масовни принудни трансфери затвореника из једног нацистичког логора у друге локације, што је подразумевало пешачење на велике удаљености и доводило до бројних смртних случајева ослабљених људи. Већина маршевa смрти догодила се крајем Другог светског рата, углавном након лета и јесени 1944. године. Стотине хиљада затвореника, углавном Јевреја, из нацистичких логора близу источног фронта пребачени су у логоре унутар Немачке, далеко од савезничких снага.
Циљ ових маршевa био је наставак коришћења робовског рада затвореника, уклањање доказа о злочинима против човечности и задржавање затвореника као средство преговарања са Савезницима. Затвореници су марширали до железничких станица, често на великим удаљеностима, затим су без хране данима транспортовани у теретним возовима, а потом приморавани да поново пешаче до новог логора. Они који би заостајали или падали, били су убијани на лицу места. Највећи марш смрти догодио се у јануару 1945. године. Девет дана пре доласка совјетске Црвене армије у концентрациони логор Аушвиц, Немци су марширали 56.000 затвореника према железничкој станици у Вођиславу, удаљеној 56 километара, одакле су транспортовани у друге логоре. Приближно 15.000 затвореника је умрло током пута.
Ранији маршеви затвореника, такође познати као „маршеви смрти”, укључују оне из 1939. године у Лублинској резервацији у Пољској и из 1942. године у Рајхскомесаријату Украјина.

## Преглед
Пред крај Другог светског рата, 1945. године, нацистичка Немачка евакуисала је између 10 и 15 милиона људи, углавном из Источне Пруске и окупираних делова источне и централне Европе. Док су Савезници напредовали са запада, а Црвена армија с истока, немачке СС јединице напуштале су концентрационе логоре, покушавајући да уклоне или униште доказе о почињеним злочинима. Хиљаде затвореника убијене су у логорима пре него што су започели маршеви смрти. На Нирнбершким суђењима, ова убиства проглашена су злочинима против човечности.
Многи затвореници, већ измучени насиљем, прекомерним радом и изгладњивањем у логорима, били су присиљени да пешаче километрима по снегу до железничких станица. Након тога, транспортовани су у нехуманим условима у вагонима за стоку, без хране, воде и склоништа, често данима. По доласку на одредиште, затвореници су поново приморавани на дуге маршеве до нових логора. Они који због исцрпљености или болести нису могли да прате колону, били су стрељани на лицу места. Евакуација затвореника из Мајданека почела је у априлу 1944. године. У августу исте године, затвореници из логора Кајзервалд пребачени су у Штутхоф или убијени, док је евакуација логора Мителбау-Дора извршена у априлу 1945. године.
СС јединице су масовно убијале затворенике и пре почетка маршева, док су током самих маршева убиле још хиљаде. Током једног десетодневног марша, у којем је учествовало 7.000 Јевреја, међу којима је било 6.000 жена, убијено је 700 затвореника, при премештању из логора у региону Данцига. Преживели који су стигли до обале били су присиљени да уђу у Балтичко море, где су стрељани.
Ели Визел, преживели Холокауста и добитник Нобелове награде за мир 1986. године, у својој књизи Ноћ (1960) описује како су он и његов отац Шломо били приморани на марш смрти из Буне (Аушвиц III) до Глајвица.

## Рани маршеви
У децембру 1939. године, 2.000 Јевреја мушкараца из Челма у Пољској присиљено је на марш смрти до оближњег града Хрубјешува; током марша је умрло између 200 и 800 људи. У Хрубјешуву је сакупљено још 2.000 Јевреја, који су били приморани да се придруже Јеврејима из Челма.
У јануару 1940. године, Немци су депортовали групу заробљеника из логора за ратне заробљенике Липова 7 у Биалу Подласку, а затим у Парчев. Приморали су их да пешаче кроз снежне олује и температуре ниже од −20 °C. Они заробљеници који нису поштовали наређења били су убијени од стране немачких стражара. Становници оближњих села били су приморани да сакупе тела и сахране их у масовне гробнице. Само је мали број заробљеника преживео овај марш смрти. Неколицина је успела да побегне у шуму и придружи се партизанима.
Почетком јуна 1942. године, Јевреји који су били концентрисани у Белцу присиљени су на марш смрти дуг 60 километара до Хрубјешува. Оне који нису могли да наставе пут СС стражари су стрељали.

## Маршеви пред крај рата

### Из Аушвица до Лослауа
Највећи и најозлоглашенији од свих маршева смрти догодио се средином јануара 1945. године. Совјетска армија започела је Висланско-одерску офанзиву 12. јануара, напредујући у окупирану Пољску. Совјети су се приближили логорима довољно да се могла чути артиљеријска паљба. До 17. јануара издата је наредба да се евакуише концентрациони логор Аушвиц и његови подлогори.
Између 17. и 21. јануара, СС је започео марш око 56.000 затвореника из логора Аушвиц. Већина је прешла 63 километра западно до железничке станице у Вођиславу Слонском (Лослау), док су други марширали 55 километара северозападно до Глајвице (Гљивица). Неке групе затвореника марширале су и до других локација, пролазећи кроз Ратибор (Раћибож), Нојштат (Прудњик), Најсе (Ниса), Глац (Клодзко), Лангенбилау (Бјелава), Валденбург (Валбжих) и Хиршберг (Јелења Гора).
Током ових маршева забележене су температуре од −20 °C и ниже. Неке од становника Горње Шлезије покушали су да помогну затвореницима на маршу. Неколико затвореника успело је да побегне и нађе слободу. На самом маршрути до Глајвице умрло је најмање 3.000 затвореника. Укупно, између 9.000 и 15.000 затвореника изгубило је живот током маршева смрти из логора Аушвиц. Они који су преживели били су затим укрцани у теретне возове и послати у друге логоре дубље у територији коју су контролисали Немци.

### Из Аушвица до Дахауа
Дана 17. јануара 1945. године, када су руске трупе прилазиле концентрационом логору Аушвиц, затвореници су послати на марш до концентрационог логора Дахау. Путовање, које је трајало десет дана, обухватало је пешачење и превоз у вагонима за стоку. Многи затвореници су убијени током пута.

## Из Штутхофа до Лауенбурга
Евакуација око 50.000 затвореника из система логора Штутхоф у северној Пољској започела је у јануару 1945. године. Око 5.000 затвореника из подлогора Штутхофа приморано је да маршира до обале Балтичког мора, где су их натерали у воду и покосили митраљезима. Остали затвореници су марширани у правцу Лауенбурга у источној Немачкој, али су их совјетске снаге у напредовању пресекле. Немци су преживеле затворенике вратили у Штутхоф. Марширајући у суровим зимским условима и трпећи бруталност СС стражара, хиљаде затвореника је преминуло током марша.
Крајем априла 1945. године, преостали затвореници су евакуисани из Штутхофа морским путем, пошто је логор био потпуно опкољен совјетским снагама. Поново су стотине затвореника натеране у море и стрељане. Више од 4.000 затвореника послато је малим бродовима у Немачку, неки у концентрациони логор Нојенгаме у близини Хамбурга, а неки у логоре дуж Балтичке обале. Многи су се утопили на путу. Непосредно пред немачку предају, неки затвореници су пребачени у Малме у Шведској, где су били пуштени под бригу те неутралне земље. Процењује се да је више од 25.000 затвореника, односно око половина, изгубило живот током евакуације из Штутхофа и његових подлогора. Дана 9. маја 1945. године, из Штутхофа је ослобођено стотину затвореника.